# Smash Into Pieces
Smash Into Pieces è un gruppo musicale svedese.

## Storia
Il gruppo viene formato nel 2008 da Benjamin "Banjo" Jennebo e nel 2012 firmano un contratto con la Gain/Sony Music. Pochi mesi dopo, durante i "Bandit Rock Awards" ricevono il premio come "Band rivelazione dell'anno".
L'album di debutto, Unbreakable, viene pubblicato il 10 aprile 2013. All'album, segue un tour europeo al fianco prima di Amaranthe e Deals Death e, in seguito, assieme ad Alter Bridge e Halestorm.
Il 25 febbraio 2015 viene pubblicato The Apocalypse DJ, preceduto dal singolo Checkmate. Nel corso 2015 vengono pubblicati i singoli Stronger e Color of Your Eyes.
Il 6 gennaio 2016 pubblicano il singolo Merry Go Round, in anticipazione al terzo album in studio.
Il loro terzo album, dal titolo Rise and Shine, è stato pubblicato il 27 gennaio 2017. Qui spicca il singolo Higher, ad oggi tra i più ascoltati su Spotify. Verso la fine dello stesso anno, viene pubblicato anche un altro importante singolo, Boomerang.
Solamente un anno dopo dall'uscita di Rise and Shine, il 12 ottobre 2018, viene pubblicato il quarto album della band, dal nome Evolver.
Tra il 2018 e il 2020, anno dell'uscita del quinto e più recente album, vengono pubblicati vari singoli, come Arcadia (che successivamente darà il nome all'album), o Godsent.
Arcadia è il più recente album pubblicato il 28 agosto 2020 dal gruppo svedese. Di questo fanno parte singoli già pubblicati negli anni precedenti, ad esempio Ego (era già stato pubblicato come singolo nel 2019), ma anche nuovi, come The Chosen One.
Nel 2021 viene pubblicato l'album A New Horizon e nel 2022 la band pubblica due album: Throne e Disconnect.
A febbraio 2023 si presentano per la prima volta al Melodifestivalen con il singolo Six Feet Under riscuotendo un enorme successo e riuscendo a classificarsi al terzo posto (posizione più alta mai raggiunta nella storia del festival da una band rock) dietro la cantante Loreen, che poi vinse anche l'Eurovision 2023. Per questo motivo la band definisce Six Feet Under la canzone che le ha cambiato la vita.
A febbraio 2024 ritornano al Melodifestivalen con il singolo Heroes Are Calling, diventando la seconda band della storia del festiva ad andare direttamente in finale per due volte senza ripescaggio. Anche quest'anno riescono a salire sul podio della finale aggiudicandosi nuovamente il terzo posto.

## Formazione
- Chris Adam Hedman Sörbye – voce (2008-presente)
- "Scream" Benjamin Jennebo – chitarra (2008-presente)
- Per Bergquist –chitarra (2008-presente)
- Apocalypse DJ – batteria (2013-presente)

Ex componenti
- Viktor Vidlund – basso (2008-2017)
- Isak Snow – batteria (2008-2013)

## Discografia

### Album in studio
- 2013 – Unbreakable
- 2015 – The Apocalypse DJ
- 2017 – Rise and Shine
- 2018 – Evolver
- 2020 – Arcadia
- 2021 – A New Horizon
- 2022 – Throne
- 2022 – Disconnect

### EP
- 2021 – VR
- 2021 – My Wildest Dream
- 2021 – Bangarang

### Singoli
- 2009 – Fading
- 2012 – I Want You to Know
- 2012 – Colder
- 2013 – A Friend Like You
- 2013 – Unbreakable
- 2014 – Disaster Highway
- 2015 – Checkmate
- 2015 – Stronger
- 2015 – Color of Your Eyes
- 2016 – Higher
- 2016 – Merry Go Round
- 2016 – Let Me Be Your Superhero
- 2017 – Yolo
- 2017 – Boomerang
- 2017 – Radioactive Mother (Lover)
- 2018 – Superstar In Me
- 2018 – Ride With U
- 2018 – In Need of Medicine
- 2019 – Human
- 2019 – Arcadia
- 2019 – Ego
- 2020 – Mad World
- 2020 – Godsent
- 2020 – All Eyes on You
- 2020 – Everything They S4Y
- 2020 – Higher (Zardonic Remix)
- 2020 – Big Bang
- 2020 – Big Bang (Zardonic Remix)
- 2020 – Boomerang (Zardonic Remix)
- 2020 – Let Me Be Your Superhero
- 2020 – Save It for the Living
- 2021 – Come Along
- 2021 – Arcadia
- 2021 – Rise Up
- 2021 – Wake Up
- 2021 – Real One
- 2021 – Counting on Me
- 2021 – Broken Parts
- 2021 – All Eyes on You
- 2021 – Cut You Off
- 2021 – Glow in the Dark
- 2021 – The Rain
- 2021 – Not Waiting for Heaven
- 2022 – Deadman
- 2023 – Six Feet Under